# Bruce H. Denney
Bruce H. Denney (* 19. Februar 1904 in Pennsylvania; † 24. November 1969 in Riverside, Kalifornien) war ein US-amerikanischer Filmtechniker, der auf der Oscarverleihung 1950 mit einem Oscar für technische Verdienste ausgezeichnet wurde.

## Leben
Bruce H. Denney, einer der Filmtechnikpioniere bei Paramount Pictures wurde auf der  Oscarverleihung 1950 zusammen mit Loren L. Ryder und Robert J. Carr, die ebenfalls bei den Paramount Studios in der Abteilung Studio Sound Department (SSD) arbeiteten, mit einem Technical Achievement Award ausgezeichnet „für die Entwicklung und Anwendung einer Überschall-Wiedergabe- und Lautsprecheranlage“ („For the development and application of the supersonic playback and public address system.“)
Denney und Carr entwickelten ein System, das einer kleinen Rundfunkstation glich. Die Schauspieler hörten Anweisungen auf winzigen Sendern, die sie unter ihrer Kleidung verbergen konnten. Trug eine Schauspielerin ein so knappes Kostüm, das ein Versteck schwer zu finden war, konnte der Sender auch in den Haaren verborgen werden.
Im Jahr 1960 unterstützte Denney den Video-Operator bei seiner Arbeit in der Jerry-Lewis-Filmkomödie Hallo Page! (OT: The Bellboy), was er erneut 1964 in einer weiteren Komödie von und mit Jerry Lewis tat, die den deutschen Titel Die Heulboje (OT: The Patsy) trägt.

## Auszeichnungen
Oscar für technische Verdienste Klasse III
- Oscarverleihung 1950, zusammen mit Loren L. Ryder und Robert J. Carr